# Schottentor (metropolitana di Vienna)
Schottentor, indicata anche come Schottentor-Universität, è una stazione delle linea U2 della metropolitana di Vienna, situata nel 1º (Innere Stadt) sotto Maria-Theresien-Straße. Prende il nome dalla Schottentor (lett. torre degli scozzesi), una torre della cinta muraria di Vienna che sorgeva in questa zona e che fu demolita nel 1860 insieme al resto delle mura. La stazione è entrata in servizio il 30 agosto 1980.

## Descrizione
Lo snodo di trasporto di Schottentor è quello a più trafficato della città, dato che oltre alla metropolitana vi fanno capo tredici linee di servizio pubblico distribuite tra tram e autobus. La stazione consente di passare anche sotto la tangenziale tramite lo Schottenpassage.  L'elevato volume di traffico è dovuto principalmente all'Università. Negli anni sessanta fu realizzato un sistema a due livelli, uno stradale e l'altro interrato, per distribuire le linee tranviarie che qui formano un anello noto come "Jonas-Reindl" dal nome dell'allora sindaco di Vienna Franz Jonas. Alla fine degli anni settanta, con i lavori di riconversione del tram sotterraneo in metropolitana, fu scavato un ulteriore livello per ospitare la nuova stazione. Si prevede che con l'entrata in funzione della linea U5 (in costruzione), vi sarà un alleggerimento dato che assorbirà parte del traffico passeggeri che ora utilizza le linee tranviarie.
L'accesso ai treni avviene da una banchina a isola centrale, collegata alle uscite da scale fisse e mobili e da ascensori.
A causa dei lavori di installazione delle barriere di protezione per il passaggio della tratta Rathaus-Karlsplatz alla linea U5 con treni senza conduttore, a partire dal 31 maggio 2021 fino al termine dei lavori la stazione di Schottentor è il capolinea meridionale provvisorio della linea U2.

## Ingressi
- Schottentor
- Hohenstaufenstraße